# Garcia de Orta
Garcia de Orta (1501-1568), metge i científic portuguès, va publicar el primer registre de plantes medicinals d'Orient, fet per un europeu.

## Biografia
Va néixer el 1501 a Castelo de Vide, districte de Portalegre a Portugal. Els seus pares Fernando Isaac da Horta i Leonor Gomes eren jueus i l'any 1492 van ser expulsats d'Espanya pels Reis Catòlics.
Va estudiar a Salamanca i Alcalá de Henares. Va fer el batxillerat en Arts i la llicenciatura de Medicina i Filosofia Natural. Durant la seva etapa universitària ja es va interessar per l'estudi de les plantes medicinals.
L'any 1523 va tornar a Portugal per exercir la medicina a Castelo de Vide i més tard va anar a Lisboa on va fer de metge del Rei Joan III i a on va conèixer el matemàtic Pedro Nunes.
Es va casar amb la seva cosina Briada de Solis, de família Hispano-Portuguesa amb la que va tenir dues filles.
El 1530 va ser nomenat professor de la Universitat de Lisboa, però al no trobar espai per les seves investigacions i experiments va decidir marxar a l'Índia.
El 12 de març de 1534 va sortir cap a Goa on hi va arribar el mes de setembre. Hi va anar com a metge personal de Martin Afonso de Sousa, amic seu que va ser virrei de l'Índia i Governador General de l'Asia Portuguesa.

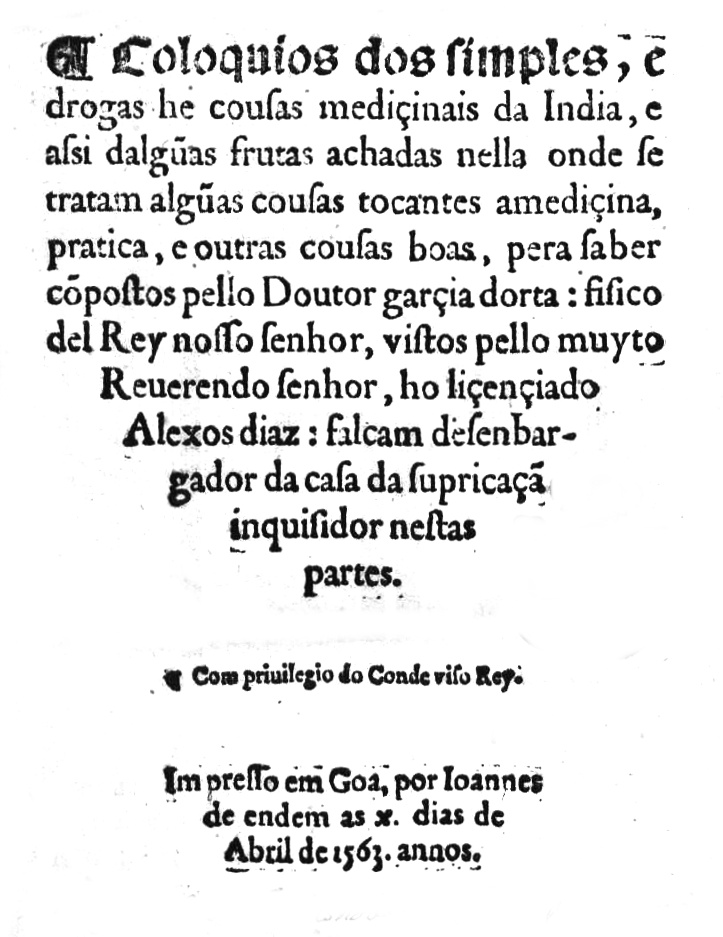
Portada de Colóquios dos Simples 1563

A Goa es va familiaritzar amb la medicina índia i amb la varietat de plantes utilitzades com a remei de malalties. Allà hi va conèixer a Luís de Camões que aleshores encara era un poeta desconegut.
L'abril de 1563 va publicar la seva obra més important “Coloquios dos Simples e Drogas he Cousas Medicinais de Índia”. Aquesta obra la va escriure inicialment en llatí i fou traduït posteriorment al portuguès i a l'espanyol, on incideix en l'estudi de les plantes de la India amb aplicacions medicinals, i és considerat com el primer registre científic de plantes d'Orient fet per un europeu. L'any 2004 l'editorial francesa Actes va reeditar el llibre amb pròleg de Mario Soares.
El 1582 amb Cristobal da Costa va treballar en la traducció de la "Historia medicinal de las cosas que se traen de nuestras Indias Occidentales" de Nicolás Monardes.